# Liste von Mühlen an der Úpa
Die Liste von Mühlen an der Úpa gibt eine Übersicht über historische Wassermühlen an der Úpa (deutsch: Aupa) unabhängig davon, ob sie noch existieren oder bereits verfallen und abgerissen sind. Es wurden etwa 40 Mühlenstandorte erfasst. Viele Mühlen existieren nicht mehr, einige sind umgebaut und dienen anderen Zwecken.

## Legende
- Lage: Ortsteil bzw. Gemarkung sowie Straßenname und Hausnummer. Der Link Standort führt zur Kartendarstellung.
- Objekt: Name der Mühle.
- Beschreibung: Angabe baulicher und geschichtlicher Einzelheiten, von Denkmaleigenschaften sowie ehemaligen Besitzern oder Bewohnern der Mühle.
- ÚSKP-Nr.: Mühlen, die unter Denkmalschutz stehen, werden hier eingetragen. Der Link Katalog führt zur tschechischen Denkmalliste. Ein ggf. vorhandenes Icon  führt zu den Angaben bei Wikidata.
- Bild: zeigt ein Bild der Mühle und gegebenenfalls einen Link zu weiteren Fotos.

Anmerkung: MVE = Malá Vodní Elektrárna = Kleine Wasserkraftanlage zur Stromerzeugung

## Liste von Mühlen an der Úpa-Aupa
Die Liste der ehemaligen Mühlen ist entsprechend der örtlichen Lage von der Quelle bis zur Mündung in die Elbe gegliedert.
| Lage                                                          | Objekt                               | Beschreibung | ÚSKP-Nr.                  | Bild                    |
| ------------------------------------------------------------- | ------------------------------------ | --- | ------------------------- | ----------------------- |
| Velká Úpa 206 (Standort)                                      | Ahornmühle Groß Aupa                 | ehem. Ahornmühle – Javoří mlýn am Javoří potok (Ahornbach / Aupa), jetzt eine Touristen- und Skihütte |                           | BW                      |
| Velká Úpa 240 (Standort)                                      | Alte Mühle Groß Aupa                 | ehem. Alte Mühle Groß Aupa – Starý mlýn Velká Úpa; Mühle an der Úpa (Aupa) |                           | BW                      |
| Dolní Malá Úpa 120, Ortslage Spálený Mlýn (Standort)          | Mohorn-Mühle Klein Aupa              | ehem. Mohorn-Mühle – Spálený, Mohornův mlýn an der Kleinen Aupa (Malá Úpa), jetzt Hotel Spálený mlýn. Die Mühle stand unterhalb vom Zusammenfluss von Malá Úpa und Jelení potok, auch Kaiser Josef II. hat 1779 diese Mühle besucht, später abgebrannt und wieder aufgebaut, 1897 durch Überschwemmung zerstört, danach nicht wieder aufgebaut, 1905 durch neues Hotel ersetzt, das jetzt wenige Meter südöstlich der alten Mühle steht. |                           | Mohorn-Mühle Klein Aupa |
| Temný Důl 71, OT von Horní Maršov (Standort)                  | Dix`s Holzschleifmühle Dunkelthal    | ehem. Holzschleifmühle Dunkelthal – Dixova mlýn Temný Důl an der Úpa (Aupa). Holzmühle, um 1868 vom Müller Dix aus Velká Úpa erbaut, hier wurden Fichtenstämme mit Schleifscheiben aus Sandstein zu Holzfasern verarbeitet, um 1880 für Ignaz Dix zur Papiermühle mit Holzschleiferei umgebaut, später Papier- und Kartonagenfabrik, 1965 durch Brand zerstört, nur noch teilweise genutzt. Architekturstil: Eklektizismus, steht unter Denkmalschutz. | 11411/6-5957 Info Katalog | weitere Bilder          |
| Dolní Albeřice 14, OT von Horní Maršov (Standort)             | Obermühle Nieder Albendorf           | ehem. Obermühle Nieder Albendorf – Horní mlýn Dolní Albeřice am Albendorfer Bach (Albeřický potok) |                           | BW                      |
| Dolní Albeřice (Standort)                                     | Mühle Nieder Albendorf               | ehem. Mühle Nieder Albendorf – Dolní mlýn Dolní Albeřice am Albendorfer Bach (Albeřický potok), kleine Mühle, die nach dem Ersten Weltkrieg in ein Kleinkraftwerk umgebaut wurde und heute nicht mehr existiert, abgerissen (wüst) |                           | BW                      |
| Dolní Lysečiny 33, OT von Horní Maršov (Standort)             | Dorfmühle Nieder Kolbendorf          | ehem. Dorfmühle Nieder Kolbendorf – Horní mlýn Dolní Lysečiny am Albendorfer Bach (Albeřický potok), kleine Dorfmühle, jetzt um eine Etage erhöht. |                           | BW                      |
| Dolní Lysečiny 26 (Standort)                                  | Hübner-Mühle Nieder Kolbendorf       | ehem. Hübner-Mühle Nieder Kolbendorf – Klugův, Rzepův, Hübnerův mlýn Dolní Lysečiny am Albendorfer Bach (Albeřický potok), um 1800 erbaut, abgerissen (wüst) |                           | BW                      |
| Horní Maršov, Mlýnská 26 (Standort)                           | Obermühle Marschendorf               | ehem. Obermühle Marschendorf – mlýn v Horním Maršově. Getreide- und Ölmühle am Kolbendorfer Bach (Lysečinský potok) aus der ersten Hälfte des 19. Jahrhunderts, eine der größten Marschendorfer Mühlen, nach 1945 Betrieb eingestellt. Fassade des Mühlengebäudes mit Resten einer reichen Stuckverzierung, die Mühlenausrüstung ist nicht mehr vorhanden. | 50001/6-6056 Info Katalog | weitere Bilder          |
| Svoboda nad Úpou, Úpská 343, Ortslage Dolní Maršov (Standort) | Papiermühle Freiheit                 | ehem. Papiermühle Freiheit – mlýn Svoboda, später Papierfabrik Papírna Eichmann, Roeder & spol. | Wikidata-Objekt anzeigen  | weitere Bilder          |
| Svoboda nad Úpou, K Muchomůrce 28 (Standort)                  | Just-Mühle in Freiheit               | ehem. Just-Mühle in Freiheit an der Aupa – Justův mlýn Svoboda nad Úpou am Schwarzenberger Bach (Černohorský potok), jetzt ein Wohnhaus |                           | BW                      |
| Svoboda nad Úpou, Úpská 14 (Standort)                         | Papiermühle Freiheit                 | ehem. Papiermühle Freiheit – mlýn Svoboda, später Papierfabrik Prosper Piette, strojní papírna | Wikidata-Objekt anzeigen  | weitere Bilder          |
| Janské Lázně, Dolní promenáda 76 (Standort)                   | Mühle Johannisbad                    | ehem. Mühle Johannisbad – mlýn v Janských Lázních am Janský potok, jetzt ein Wohnhaus |                           | BW                      |
| Svoboda nad Úpou, Úpská 481 (Standort)                        | Industriemühle Freiheit              | ehem. Industriemühle – mlýn Svoboda, jetzt Krkonošské Obálky, s.r.o. | Wikidata-Objekt anzeigen  | BW                      |
| Mladé Buky 81 (Standort)                                      | Hofmann-Mühle Jungbuch               | ehem. Hofmann-Mühle Jungbuch – Hofmanův mlýn Mladé Buky an der Aupa |                           | BW                      |
| Mladé Buky 35 (Standort)                                      | Huder-Mühle Jungbuch                 | ehem. Huder-Mühle Jungbuch – Huderův mlýn Mladé Buky, ehem. Mühlen- und Sägewerk, heute Sitz der Freiwilligen Feuerwehr |                           | BW                      |
| Horní Staré Město 104 (Standort)                              | Baier-Mühle Ober Altstadt            | ehem. Baier-Mühle Ober Altstadt – Baierův mlýn Horní Staré Město, in den 1950er Jahren abgerissen, jetzt MVE |                           | BW                      |
| Trutnov, Horská 1052 (Standort)                               | Papiermühle Trautenau                | ehem. Papiermühle Trautenau – Papírenský mlýn, Trutnovská papírna, älteres Steingebäude der ehemaligen Papierfabrik Trutnov neben dem Gebäude des ehem. Hauptsitzes des Textilunternehmens Texlen Trutnov. Die Trutnovská papírna ist die zweitälteste in Böhmen (in Betrieb seit 1505), wurde im 16. Jahrhundert aus dem Keller des Schlosses Trutnov an den Standort der Getreidemühle verlegt und war bis 1846 in Betrieb. Im Jahr 1849 kaufte der Textilunternehmer Alois Haase die Mühle und betrieb eine mechanische Flachsspinnerei, später Texlen s.r.o., ruinös, 2019 abgerissen. |                           | BW                      |
| Trutnov, Barvířská 41 (Standort)                              | Obermühle Trautenau                  | ehem. Obermühle Trautenau – Trutnovský horní mlýn am Mühlgraben (Mlýnské nahon), nach dem Stadtbrand von 1861 wurde sie nicht mehr erneuert. |                           | BW                      |
| Trutnov, Hradební 12 (Standort)                               | Fiedler-Mühle; Mittelmühle Trautenau | ehem. Fiedler-Mühle Trautenau – Trutnovský střední mlýn, Fiedlerův mlýn am Mühlgraben, 1912 abgebrannt |                           | BW                      |
| Trutnov, Na Lukách 7, 16 (Standort)                           | Niedermühle; Spitalmühle Trautenau   | ehem. Niedermühle; Spitalmühle Trautenau – Dolní, Špitálský mlýn Trutnov, erste Erwähnung 1297, ab 1854 Jutegarn- und Sacknäherei von Johann Etrich, abgerissen. |                           | BW                      |
| Libeč, Bolkovská 51 (Standort)                                | Mühle                                | ehem. Mühle – Libečský mlýn an der Ličná (Litschenbach); Ruinen einer Mühle in einem gut erhaltenen Wirtschaftsgebäude, das heute als Autowerkstatt genutzt wird, 2022 abgerissen. |                           | BW                      |
| Poříčí, Náchodská 33, OT von Trutnov (Standort)               | Mühle Parschnitz                     | ehem. Mühle Parschnitz – Voletinský mlýn Poříčí an der Ličná (Litschenbach) |                           | BW                      |
| Bohuslavice, Na Pile 2 (Standort)                             | Sägemühle Bausnitz                   | ehem. Sägemühle Bausnitz – Bohuslavický mlýn, später Sägewerk, Besitzer war Josef Patzák (1930). |                           | BW                      |
| Adamov, Adamovská 4 (Standort)                                | Mühle Adamsthal                      | ehem. Mühle Adamsthal am Mühlgraben; Leinenspinnerei des Textilfabrikanten Ignatz Etrich 1895 gegründet, jetzt Baustoffhandel JUTA a.s. |                           | Mühle Adamsthal         |
| Suchovršice 26 (Standort)                                     | Mühle Saugwitz                       | ehem. Mühle Saugwitz – Prouzův mlýn, vom Ende des 17. Jahrhunderts, jetzt MVE |                           | BW                      |
| Úpice, Poděbradova 71 (Standort)                              | Mühle Eipel                          | ehem. Mühle Eipel – Těmínův mlýn Úpice am Bach Radečka, Mühle derzeit in Rekonstruktion |                           | BW                      |
| Úpice (Standort)                                              | Lebed-Mühle Eipel                    | ehem. Lebed-Mühle Eipel – Lebedův mlýn Úpice am Bach Radečka, um 1960 abgerissen |                           | BW                      |
| Úpice, Palackého 471 (Standort)                               | Mühle Eipel                          | ehem. Mühle Eipel – Velký, Zárubův mlýn Úpice, urspr. eine Mühle, später Weberei. |                           | BW                      |
| Rtyně v Podkrkonoší, Úpická 11 (Standort)                     | Suchank-Mühle Hertin                 | ehem. Suchank-Mühle Hertin - Suchánkův mlýn in Rtyně v Podkrkonoší am Bach Rtyňka; Mühle nordwestlich des Stadtzentrums, 1728 erbaut. Blockhaus mit steinernem Anbau von 1938 und Scheune, die Mühlenausrüstung ist nicht mehr vorhanden, jetzt zu Wohnzwecken umgebaut. | 24171/6-3658 Info Katalog | Suchank-Mühle Hertin    |
| Batňovice 171 (Standort)                                      | Teichmann-Mühle Batnowitz            | ehem. Teichmann-Mühle Batnowitz - Kultův, Teichmannův mlýn a pila Batňovice am Bach Markoušovický potok; Mühle mit Säge am Batňovický rybník, der wieder restauriert wurde, jetzt ein Wohnhaus. |                           | BW                      |
| Batňovice 173 (Standort)                                      | Martin-Mühle Batnowitz               | ehem. Martin-Mühle Batnowitz – Záleský mlýn, Martincův mlýn Batňovice am Bach Rtyňka, jetzt Wohnhaus |                           | BW                      |
| Úpice, 3. května 242 (Standort)                               | Industriemühle Eipel                 | ehem. Industriemühle Eipel – mlýn Úpice an der Aupa |                           | BW                      |
| Havlovice 117 (Standort)                                      | Feist-Mühle Haulowitz                | ehem. Feist-Mühle Haulowitz, Ortslage Poklekov – Poklekovský, Feistův mlýn Havlovice an der Maršovka, in der zweiten Hälfte des 19. Jahrhunderts errichtet. |                           | BW                      |
| Havlovice 35 und 76, Ortslage U mandle (Standort)             | Regner-Mühle Haulowitz               | ehem. Regner-Mühle Haulowitz – Havlovický, Regnerův mlýn Havlovice, urspr. Mühle und Mangel, später MVE. Geburtsort des katholischen Priesters Josef Regner (1794–1852) | 15312/6-4946 Info Katalog | weitere Bilder          |
| Havlovice 379 (Standort)                                      | Sägemühle Haulowitz                  | ehem. Sägemühle Haulowitz – Pila Havlovice, jetzt Sägewerk |                           | BW                      |
| Slatina nad Úpou 101, 240 (Standort)                          | Kordina-Mühle Moorgrund              | ehem. Kordina-Mühle Moorgrund an der Aupa – Slatinský mlýn, Kordinův mlýn Slatina nad Úpou; urspr. Getreidemühle, bestehend aus Mühle, Wohnhaus und Nebengebäude, u. a. Schauplatz im Roman „U nás“ von Alois Jirásek (1851–1930), letzter Besitzer war Jaroslav Kordina, jetzt MVE mit Turbine zur Stromerzeugung. | Wikidata-Objekt anzeigen  | Kordina-Mühle Moorgrund |
| Rýzmburk 6, OT von Žernov u České Skalice (Standort)          | Riesenburger Mühle                   | ehem. Riesenburger Mühle – Rýzmburský mlýn; urspr. eine Mühle und Sägemühle, später ein Jagdhaus (Hájovna na Pohodlí), jetzt Wochenendhaus. |                           | Riesenburger Mühle      |
| Ratibořice 4 und 11, OT von Česká Skalice (Standort)          | Herrenmühle Ratiborschitz            | ehem. Herrenmühle Ratiborschitz – Ludrův, Rudrův, Panský mlýn, Mühle aus dem 16. Jahrhundert, in Betrieb bis 1914, gelegen im Babiččino údolí (Großmuttertal), benannt nach dem Roman Die Großmutter (Babička) der tschechischen Schriftstellerin Božena Němcová (1820–1862). Später wurde von Václav Hroch daneben ein weiteres Gebäude Vodní mandl (Wäschemangel) errichtet, Ratibořice 11, in Betrieb bis 1949; beide Gebäude stehen als Bestandteile von Schloss Ratibořice unter Denkmalschutz.                                                                                       | 11782/6-1584 Info Katalog | weitere Bilder          |
| Česká Skalice, Podhradní 70 (Standort)                        | Neumühle Böhmisch Skalitz            | ehem. Neumühle Böhmisch Skalitz – Nový mlýn Česká Skalice. Die Neumühle wurde im Jahr 1853 etwa 100 m oberhalb der alten Mühle neu errichtet. |                           | BW                      |
| Česká Skalice, Nyklíčkova (Standort)                          | Mühle Kleinskalitz                   | ehem. Mühle Kleinskalitz – Mlýn v Malé Skalici, jetzt MVE |                           | BW                      |
| Česká Skalice, Nyklíčkova 55 (Standort)                       | Industriemühle Kleinskalitz          | ehem. Industriemühle Kleinskalitz – Mlýn v Malé Skalici am Mühlgraben, jetzt Gartenzentrum Megazahrada |                           | BW                      |
| Říkov 1 (Standort)                                            | Novotny-Mühle                        | ehem. Mühle – Novotného mlýn, jetzt MVE |                           | BW                      |
| Zvole 7, OT von Rychnovek (Standort)                          | Mühle Zwoll                          | ehem. Mühle Zwoll – Vyčítalův mlýn Zvole, bis auf die Scheune abgerissen, jetzt MVE bei Zvole 17 |                           | BW                      |
| Jaroměř, Jakubské předměstí (Standort)                        | Aupa-Mühle Jermer                    | ehem. Aupa-Mühle Jermer – Úpský mlýn Jaroměř. Die Mühle stand in Jaroměř in der Nähe der Brücke über die Aupa, abgerissen, genaue Lage unklar |                           | BW                      |